# Грёнбех, Кристин
Кристи́н Грёнбех (дат. Christine Grønbech, урождённая Кристи́н Све́нсен, дат. Christine Svensen; род. 24 октября 1993) — датская кёрлингистка.

## Достижения
- Чемпионат Дании по кёрлингу среди женщин: золото (2014), серебро (2013).
- Чемпионат Дании по кёрлингу среди смешанных пар: золото (2009, 2010, 2018, 2019), серебро (2020).
- Первенство Европы по кёрлингу среди юниоров: серебро (2010, 2012).
- Чемпионат Дании по кёрлингу среди юниоров: золото (2010, 2011, 2012, 2014, 2015).

## Команды
| Сезон                                               | Четвёртый        | Третий              | Второй                   | Первый                  | Запасной                                       | Турниры                                        |
| --------------------------------------------------- | ---------------- | ------------------- | ------------------------ | ----------------------- | ---------------------------------------------- | ---------------------------------------------- |
| 2008—09                                             | Метте де Неергор | Мари де Неергор     | Natasha Hinze Glenstrøm  | Шарлотта Клемменсен     | Кристин Свенсен тренер: Ole de Neergaard       | ЧМЮ 2009 (8 место)                             |
| 2009—10                                             | Стефани Нильсен  | Кристин Свенсен     | Jannie Gundry            | Ивана Братич            | Cecilie Hygom тренер: Кирстен Йенсен           | ПЕЮ 2010                                       |
| 2010—11                                             | Стефани Нильсен  | Jannie Gundry       | Кристин Свенсен          | Cecilie Hygom           | Шарлотта Клемменсен тренер: Кирстен Йенсен     | ПЕЮ 2011 (4 место)                             |
| 2011—12                                             | Стефани Нильсен  | Jannie Gundry       | Кристин Свенсен          | Natasha Hinze Glenstrøm | Шарлотта Клемменсен тренер: Микаэль Харри      | ПЕЮ 2012                                       |
| 2011—12                                             | Мадлен Дюпон     | Дениз Дюпон         | Кристин Свенсен          | Лина Кнудсен            |                                                |                                                |
| 2012—13                                             | Мадлен Дюпон     | Дениз Дюпон         | Кристин Свенсен          | Лина Кнудсен            |                                                | ЧДЖ 2013                                       |
| 2013—14                                             | Мадлен Дюпон     | Дениз Дюпон         | Кристин Свенсен          | Лина Кнудсен            | Изабелла Клемменсен (ЧМ) тренер: Millard Evans | ЧДЖ 2014 · ЧМ 2014 (10 место)                  |
| 2013—14                                             | Кристин Свенсен  | Изабелла Клемменсен | Юли Хёг                  | Шарлотта Клемменсен     | Sara Rasmussen (ЧМЮ) тренер: Ульрик Шмидт      | ЧДЮ 2014 · ЧМЮ 2014 (10 место)                 |
| 2014—15                                             | Кристин Свенсен  | Изабелла Клемменсен | Юли Хёг                  | Katja Milvang-Jensen    | Anna Solberg (ПЕКЮ) тренер: Мартин Грёнбех     | ЧДЮ 2015 · ПЕЮ 2015 (9 место)                  |
| 2015—16                                             | Мадлен Дюпон     | Кристин Свенсен     | Дениз Дюпон              | Лина Кнудсен            |                                                | ЧДЖ 2016                                       |
| 2016—17                                             | Ангелина Йенсен  | Камилла Йенсен      | Кристин Свенсен          | Pavla Rubasova          |                                                | ЧДЖ 2017                                       |
| 2017—18                                             | Ангелина Йенсен  | Кристин Грёнбех     | Камилла Скаарберг Йенсен | Лина Альминд Кнудсен    | Ивана Братич тренер: Джейми Денбрук            | ЧМ 2018 (11 место)                             |
| Кёрлинг среди смешанных пар (mixed doubles curling) |                  |                     |                          |                         |                                                |                                                |
| 2008—09                                             | Кристин Свенсен  | Пер Свенсен         |                          |                         |                                                | ЧДСП 2009 · ЧМСП 2009 (12 место)               |
| 2009—10                                             | Кристин Свенсен  | Мартин Грёнбех      |                          |                         |                                                | ЧДСП 2010 · ЧМСП 2010 (12 место)               |
| 2017—18                                             | Кристин Грёнбех  | Мартин Грёнбех      |                          |                         | тренер: Пер Свенсен (ЧМСП)                     | ЧДСП 2018 · ЧМСП 2018 (20 место)               |
| 2018—19                                             | Кристин Грёнбех  | Мартин Грёнбех      |                          |                         | тренер: Пер Свенсен (ЧМСП)                     | ЧДСП 2019 · ЧМСП 2019 (22 место)               |
| 2019—20                                             | Кристин Грёнбех  | Мартин Грёнбех      |                          |                         | тренер: Пер Свенсен (ЧМСП-квал.)               | ЧМСП 2020 · (квал. 2019) (9 место) · ЧДСП 2020 |

(скипы выделены полужирным шрифтом)